# Arnulfo de Lovaina

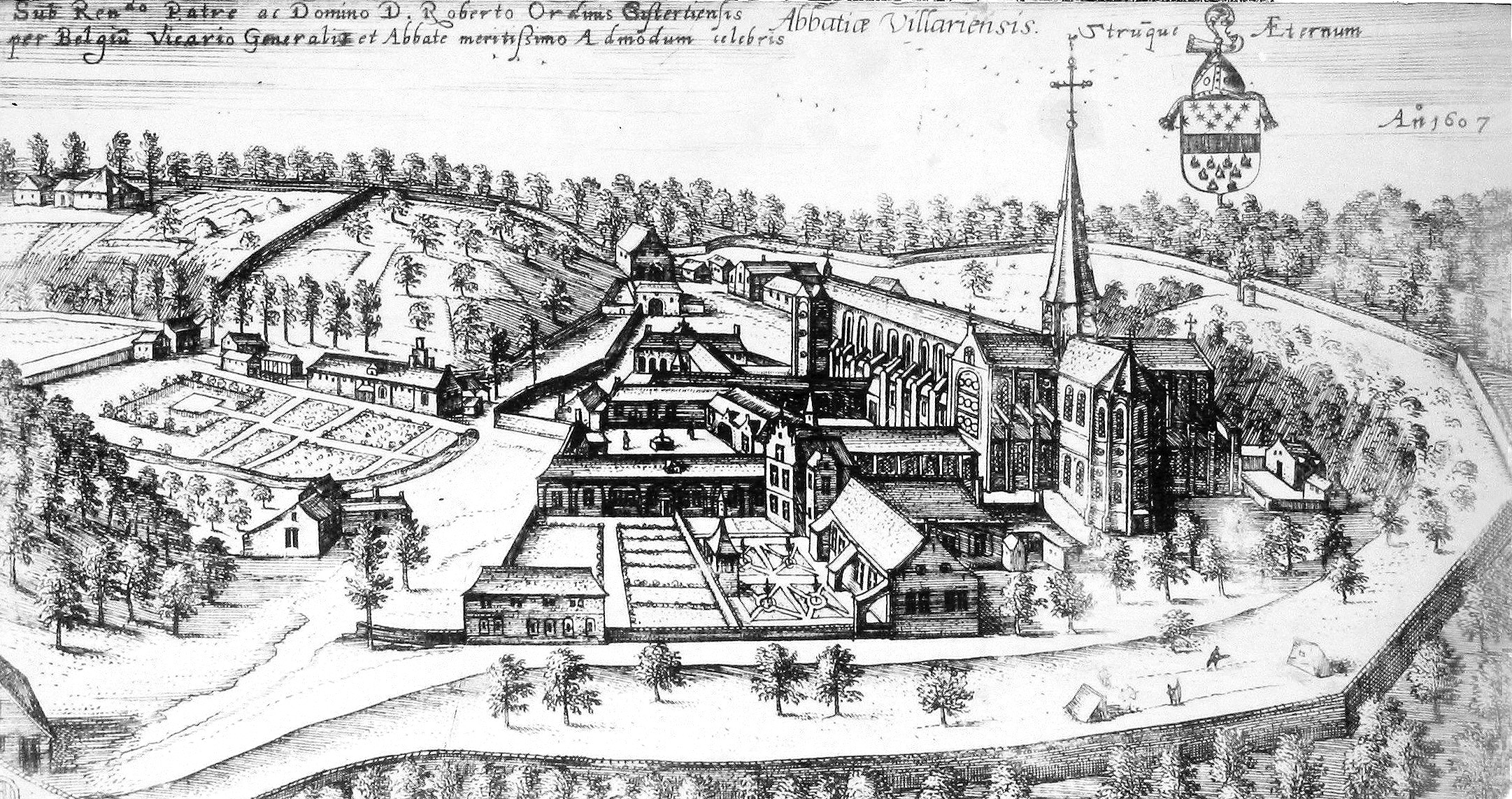
Dibujo de Villers-la-Ville

Arnulfo de Lovaina (~1200–1250) poeta y monje cisterciense abad en Villers-laibujo de Villers-la-Ville-Ville donde sirvió diez años antes de abdicar para dedicar su vida al estudio y al ascetismo muriendo un año después. 

## Obra
Recopiló el primer volumen de los anales de la Abadía de Villers (1146–1240), pero fue ante todo poeta. Su "Excerptum Speculi Caritatis" es una adaptación poética del "Summa Causum" de Raimundo de Peñafort y fue probablemente el autor de "Membra Jesu Nostri". 